# 蒲郡市立蒲郡北部小学校
蒲郡市立蒲郡北部小学校（がまごおりしりつ がまごおりほくぶしょうがっこう）は、愛知県蒲郡市清田町間堰にある公立小学校。
「蒲北小」（がまほくしょう）または「北部小」（ほくぶしょう）とも呼ばれる。クラス数は12（うち適性学級1）。蒲郡市立中部中学校の学区に含まれている。

## 沿革
- 1892年（明治25年）10月1日 - 静里尋常小学校として安楽寺門前に開校、創立。
- 1907年（明治40年）3月9日 - 宝飯郡蒲郡北部尋常小学校と改称。
- 1916年（大正5年）9月29日 - 現在地に新校舎竣工。
- 1941年（昭和16年）4月1日 - 蒲郡北部国民学校と改称。
- 1947年（昭和22年）4月1日 - 蒲郡北部小学校と改称。
- 1952年（昭和27年）4月12日 - 鉄筋校舎竣工。
- 1971年（昭和46年）7月20日 - 体育館竣工。
- 1972年（昭和47年）7月1日 - プール竣工。
- 1980年（昭和55年）3月15日 - 管理棟竣工。
- 2004年（平成16年）4月1日 - 2学期制導入。

## 校訓
- 強く 正しく 明るく

## 学校行事
- 入学式
- 球技指導会
- 北部体育祭
- 修学旅行（6年）
- 社会見学
- 蒲北まつり
- 学芸会
- マラソン大会
- 競書会
- 卒業式

## 校区
- 蒲郡市清田町、坂本町全域と水竹町の一部

## 交通アクセス
- JR東海・名鉄蒲郡駅より北へ2km